# Serra de les Solanes
|  | Per a altres significats, vegeu «Serra de les Solanes (Castellcir)». |

La Serra de les Solanes és una serra al municipi de Vinaixa a la comarca de les Garrigues, amb una elevació màxima de 589 msnm.